# Шинданд (аэропорт)
Шинданд — военный аэродром, расположен в западной части Афганистана в районе Шинданд в провинции Герат, около 7 миль (примерно 11 км) к северо-востоку от города Шинданд. Взлетно-посадочная полоса с бетонным покрытием. 
Всепогодная асфальтированная дорога соединяет его с дорогой Кандагар — Герат, участок NH0102. 
База имеет огромное стратегическое значение, находясь всего в 75 км от границы Ирана. Она способна вместить более ста военных самолетов.
Как крупнейшая база военно-воздушных сил, она используется международными силами содействия безопасности (ISAF). ВВС США базируются здесь, а с 2008 года, полагают, база используется Центральным разведывательным управлением (ЦРУ) для тайного наблюдения за восточным Ираном и западным Афганистаном, которое включают использование дронов RQ-170.

## История
Аэродром Шинданд активно использовался на протяжении всей Советско-Афганской войны, затем силами международной коалиции и афганскими ВВС. 

### Советско-Афганская война (1979—1989) гг
Во время боевых действий 40-й армии ВС СССР на территории ДРА был развёрнут крупный военный гарнизон Шинданд, в котором дислоцировались части из состава 5-й гвардейской мотострелковой дивизии, авиационные части и подразделения, а также оперативная группа «Карпаты-1» отряда «Каскад» КГБ СССР.  Общая численность группировки советских войск в Шинданде к концу войны доходила до 8600 человек. Из правительственных войск ДРА на территории гарнизона находилась 21-я пограничная бригада и смешанный авиационный полк.
Аэродром Шинданд был базой истребительно-бомбардировочной авиации (ИБА) ВВС СССР в Афганистане, на котором постоянно, либо по ротационной схеме (программа «Эстафета») базировались различные авиационные подразделения, а именно:
- 302-я отдельная вертолётная эскадрилья. Была сформирована летом 1979 года в ТуркВО, перелетела на аэр. Шинданд 1 января 1980 года, где постоянно базировалась до вывода советских войск в 1989 году. Эскадрилья находилась в оперативном подчинении командования 5-й мотострелковой дивизии, командование которой размещалось так-же в гарнизоне Шинданд. На вооружении эскадрильи были вертолёты Ми-8Т(МТ) и Ми-24. Задачами эскадрильи были определены прикрытие транспортных колонн снабжения, контроль западных провинций Афганистана и прикрытие границы с Ираном. После вывода в Союз в начале 1989 года вертолётная эскадрилья была расформирована.
- 217-й авиационный полк истребителей-бомбардировщиков. На аэр. Шинданд базировался со 2 января 1980 года, перелетев составом двух АЭ с аэр. Кизил-Арват Турк. ССР. Убыл по замене в Союз в марте 1982 года. На вооружении были Су-17.
- 136-й авиационный полк истребителей-бомбардировщиков из Кандагара. На аэр. Шинданд базировалась одна эскадрилья полка с 1982 года. На вооружении Су-17М3.
- 200-я отдельная штурмовая авиационная эскадрилья. Это подразделение было сформировано 4 февраля 1981 года для войсковых испытаний штурмовика Су-25. По окончании формирования и комплектования (12 самолётов) в июне 1981 года эскадрилья была передислоцирована на аэродром Шинданд. В дальнейшем эта эскадрилья была развёрнута в полк трёхэскадрильного состава — 60-й отдельный штурмовой авиационный полк. Этот полк провоевал в Афганистане до 1988 года, после чего был выведен в Союз на аэр. Ситал-Чай, Азербайджанская ССР.
- 355-й смешанный авиационный полк ВВС республики Афганистан. Полк был выведен из строя в результате диверсии моджахедов на аэродроме Шинданд в январе 1985 года.
- 80-й отдельный штурмовой авиационный полк постоянно базировался на аэродроме Ситал-Чай Азербайджанской ССР. В 1981 году на его базе была сформирована 200-я отдельная штурмовая авиационная эскадрилья (см. выше), которая комплектовалась личным составом из 80-го полка. До 1984 года боевой опыт получили все лётчики полка, поэскадрильно командируясь в Афганистан на аэр. Шинданд. Директивой Генерального штаба ВС СССР от 9 октября 1984 года на базе управления и одной авиационной эскадрильи 80-го штурмового полка, а также личного состава 200-й штурмовой эскадрильи был сформирован новый 378-й отдельный штурмовой авиационный полк (войсковая часть/полевая почта 16411), с базированием на аэр. в Баграме и Кандагаре.
- также на аэр. Шинданд постоянно базировалась одна авиационная эскадрилья от истребительных полков: 
  - 1981-1982 гг — эскадрилья от 27-го гв. краснознамённого истребительного авиационного полка (Уч-Арал, Каз. ССР)
  - 1982-1983 гг — эскадрилья от 145-го истребительного авиационного полка (Ивано-Франковск, УССР)
  - 1983-1984 гг — эскадрилья от 927-го истребительного авиационного полка (Береза, БССР)
  - 1984-1985 гг — эскадрилья от 905-го истребительного авиационного полка (Талды-Курган)
  - 1985-1986 гг — эскадрилья от 665-го истребительного авиационного полка (Пярну)
  - 1986-1987 гг — эскадрилья от 168-го истребительного авиационного полка из Староконстантинова, затем эскадрилья 190-го истребительного авиационного полка (Канатово)

В период с апреля по июнь 1980 года на базе аэродрома Шинданд по личному указанию министра обороны СССР маршала Советского Союза Д. Ф. Устинова проводилась операция «Ромб» — испытания новейшей военной авиационной техники в реальных боевых условиях, самолёты Су-25 и Як-38 (см. ст. Операция «Ромб»).
Катастрофы на аэродроме Шинданд:
- 16 сентября 1983 года. Самолёт Ан-12БП, принадлежащий 194-му военно-транспортному полку (из Ферганы), выполнял почтовый рейс по Афганистану. При посадке на аэродроме Шинданд в результате грубого приземления (перегрузка 1,4) произошло разрушение шасси, самолет сошёл с ВПП и врезался в стоящий вертолёт Ми-6. В результате пожара самолёт Ан-12 и два вертолёта Ми-6 сгорели, погиб экипаж транспортника и ещё три человека (9 человек)